# Mittsommerlust
Mittsommerlust ist ein finnisches Erotikdrama des Regisseurs Aku Louhimies aus dem Jahr 2022. Er basiert auf dem 1893 erschienenen Liebesroman Ellis Ehe des finnischen Schriftstellers Juhani Aho, der zwölfmal für den Literaturnobelpreis nominiert war. Für den Film wurde die Handlung des Romans in die Gegenwart übertragen.

## Handlung
Elli lebt mit ihrem Mann Mikko, einem Pastor, auf einer Schäreninsel in Åboland im südwestlichsten Finnland nahe der Stadt Turku (schwedisch Åbo). Eines Tages bringt Mikko den alten Bekannten Freund Olav mit. Durch ihn erinnert sich Elli an fast vergessene Tage zurück. Deshalb dauert es nicht lange, bis die Vergangenheit die Frau im mittleren Alter einholt. Zur gleichen Zeit hat Corona die Welt im Griff. Daher hat man kaum Kontakt zu anderen Menschen. Für das Paar ist es eine Wohltat, etwas andere Gesellschaft um sich herum zu haben. Mikko ist aber immer wieder mit dem Auto unterwegs, um Erledigungen zu machen. Deshalb entwickelt sich zwischen Elli und Olav schnell eine leidenschaftliche Affäre. Mitten in der wunderschönen finnischen Natur dringen die weiblichen Sehnsüchte und der Drang nach Abenteuern Tag für Tag näher an die Oberfläche.

## Veröffentlichung
Mittsommerlust wurde am 26. November 2021 im Rahmen des Tallinn Black Nights Film Festivals uraufgeführt. In Deutschland wurde der Film am 12. August 2022 digital veröffentlicht, erschien am 26. August 2022 auf DVD und wurde am 7. Januar 2023 auf 3sat erstmals im Fernsehen gezeigt.

## Synchronisation
Die deutsche Fassung entstand bei der Metz-Neun Synchron Studio und Verlags GmbH in Offenbach. Für das Dialogbuch und die Regie war Lisa Weiser verantwortlich.
| Darsteller       | Rolle  | Synchronsprecher     |
| ---------------- | ------ | -------------------- |
| Inka Kallén      | Elli   | Carolin Sophie Göbel |
| Aku Hirviniemi   | Mikko  | Peter Lehn           |
| Andrei Alén      | Olav   | Matthias Keller      |
| Adekina Arajuuri | Liina  | Andrea Dewell        |
| Eino Heiskanen   | Tavela | Nils Kreutinger      |

## Kritik
Die Redaktion des Lexikon des Internationalen Films vergab drei von fünf Sternen und beurteilte den Film als „freie, sinnlich-atmosphärische Adaption“ des Romans.

## Einzelbelege
1. ↑   Freigabebescheinigung für Mittsommerlust. Freiwillige Selbstkontrolle der Filmwirtschaft (PDF; Prüfnummer: 213622/V).
2. ↑  Mittsommerlust. auf derfilmblog.de. Abgerufen am 12. Januar 2025.
3. 1 2  Mittsommerlust. In: Lexikon des internationalen Films. Filmdienst, abgerufen am 13. Januar 2025.
4. ↑  Mittsommerlust. In: Deutsche Synchronkartei. Abgerufen am 12. Januar 2025.